# ستيو ألبرت
ستيورات إدوارد «ستيو» ألبرت (بالإنجليزية: Stew Albert)‏ (4 ديسمبر 1939 - 30 يناير 2006): من أوائل أعضاء حزب (يبيز Yippies) وناشط سياسي مناهض لحرب فيتنام، وشخصية مهمة في حركة اليسار الجديد في الستينيات.
ولد في منطقة خليج شيبسهيد في بروكلين في نيويورك، لموظف في مدينة نيويورك، كانت حياته السياسية تقليدية نسبيًا في شبابه على الرغم من أنه كان من بين أولئك الذين احتجوا على إعدام كاريل تشيسمان. تخرج من جامعة بيس، وتخصص في السياسة والفلسفة، وعمل فترة من الوقت لصالح قسم الرعاية الاجتماعية في مدينة نيويورك.
في عام 1965، غادر نيويورك متوجهًا إلى سان فرانسيسكو، حيث قابل الشاعر ألن غينسبرغ في مكتبة سيتي لايتس. وفي غضون أيام قليلة، تطوع في لجنة يوم فيتنام في بيركيلي في كاليفورنيا. وهناك التقى بجيري روبين وأبي هوفمان، اللذين شارك معهما في تأسيس حزب الشباب الدولي أو اليبيز. والتقى هناك مع بوبي سيل وأعضاء آخرين في حزب الفهود السود، وأصبح ناشطًا سياسيًا متفرغًا. قال روبن ذات مرة إن ألبرت كان معلمًا أفضل من معظم الأساتذة.
من بين الأنشطة العديدة التي شارك فيها مع اليبيز، رمي الأموال عن الشرفة في بورصة نيويورك للأوراق المالية، وطرد الأرواح الشريرة من البنتاغون، والحملة الرئاسية لخنزير يدعى بيغاسوس في عام 1968. أُلقي القبض عليه في أحداث الشغب التي حصلت في المؤتمر الوطني للحزب الديمقراطي في عام 1968 بسبب الاشتباه به بأنه متآمر في قضية شيكاغو سيفن. ادّعت زوجته، جودي غامبو ألبرت، وفقًا لنعيه في جريدة نيويورك تايمز، أن سبب ما حصل أنه كان يعمل مراسلًا لصحيفة بيركيلي بارب. في وقت لاحق، عمل بشكل أوثق مع جريدة بيركيلي ترايب السرية وعاش في كومونة ترايب خارج الأوقات التي كان يسافر فيها من أجل التزامات سياسية.
في عام 1970 رشح نفسه لمنصب عمدة مقاطعة ألاميدا في كاليفورنيا، بمثابة انتقام من «رش خصيتيه بمواد كيميائية حارقة ومؤلمة كإجراء صحي عند الدخول إلى السجن» بعد اعتقاله في عام 1969. على الرغم من خسارته أمام فرانك ماديغن الذي شغل المنصب، حصل ألبرت على 65000 صوت، في تحول مثير للسخرية، كونه كان في منافسة مع العمدة الذي أشرف على سجنه السابق خلال الاحتجاجات ضد مشروع لجنة يوم فيتنام في وسط مدينة أوكلاند.
بعد أن ساعدت منظمة الطقس تحت الأرض تيموثي ليري على الفرار من سجن كاليفورنيا، وكان قد سُجن بسبب حيازته على (إل. إس. دي) في عام 1971، ساعد ألبرت في ترتيب إقامة من أجل ليرى مع إلدريدج كليفر في الجزائر. استُدعي للمثول أمام العديد من هيئات المحلفين الكبرى التي حققت في القصف السياسي لكابيتول الولايات المتحدة الأمريكية من قبل منظمة تحت الأرض في مارس 1971، وكذلك في تآمر ذي بيغي بانك سيكس لتفجير العديد من فروع أول ناشيونال سيتي بانك في مانهاتن في العام الذي سبق ذلك. ولك توَجَّه له أي تهمة في كلتا القضيتين. في أوائل سبعينيات القرن الماضي، رفع هو وزوجته دعوى قضائية ضد مكتب التحقيقات الفيدرالي لقيامهم بزرع جهاز تنصت غير قانوني في منزله. وفازوا بتسوية قدرها 20000 دولار في عام 1978، وفُصل اثنين من مشرفي مكتب التحقيقات الفيدرالي بسبب ذلك العمل.
انتقل في عام 1984 هو وزوجته إلى بورتلاند بولاية أوريغون. وشاركوا في تحرير إنثولوجيا أوراق الستينيات: وثائق عقد متمرّد، التي جمعت مواد استُحدثت في حركة الحقوق المدنية وطلاب من أجل مجتمع ديمقراطي والحركة المناهضة للحرب وثقافة الستينات المضادة والموجة النسوية الثانية.
نشرت مطبعة ريد هين مذكراته «من هو ستيو ألبرت بحق الجحيم؟» في عام 2005. وقد أدار موقع قاعة مطالعة اليبيز حتى وفاته بسبب سرطان الكبد الذي نتج عن إصابته بالتهاب الكبد في عام 2006. وقبل يومين من وفاته، نشر على مدونته «لم تتغير سياستي».
في فيلم ستيل ذس فيلم! مثّل دونال لوغ دور ألبرت.